# Bizmutyt
Bizmutyt – minerał z gromady węglanów. Nazwa pochodzi od składu chemicznego tego minerału. Jest minerałem wtórnym stref utleniania złóż Bi, ale stwierdzono go także w pegmatytach granitowych. Teoretycznie zawiera 91,68% wag. Bi2O3, 8,29% wag. CO2, może zawierać także śladowe ilości wody. Minerały najczęściej współwystępujące z bizmutytem to bizmut rodzimy, bizmutynit i tetradymit. 
W Polsce został stwierdzony w pegmatytach Grabiny niedaleko Strzegomia. Na świecie występuje między innymi w skałach pegmatytowych w Niemczech, Francji, Wielkiej Brytanii, USA, Meksyku, Mozambiku. Odkryty został w roku 1841.